# 卡蒂永-菲姆雄
卡蒂永-菲姆雄（法語：Catillon-Fumechon，法語發音：[katijɔ̃ fymʃɔ̃]）是法国瓦兹省的一个市镇，位于该省北部，属于克莱蒙区。该市镇于1960年由原市镇卡蒂永（Catillon）和菲姆雄（Fumechon）合并而成。

## 地理
卡蒂永-菲姆雄（49°31'2"N, 2°22'12"E）面积13.31 平方千米，位于法国上法蘭西大區瓦兹省，该省份为法国北部内陆省份，北起索姆省，西接厄尔省和滨海塞纳省，南至塞纳-马恩省和瓦兹河谷省，东临埃纳省。
与卡蒂永-菲姆雄接壤的市镇（或旧市镇、城区）包括：昂索维莱、比康、努拉尔勒弗朗、坎康普瓦、圣瑞斯特昂绍塞、瓦维尼。

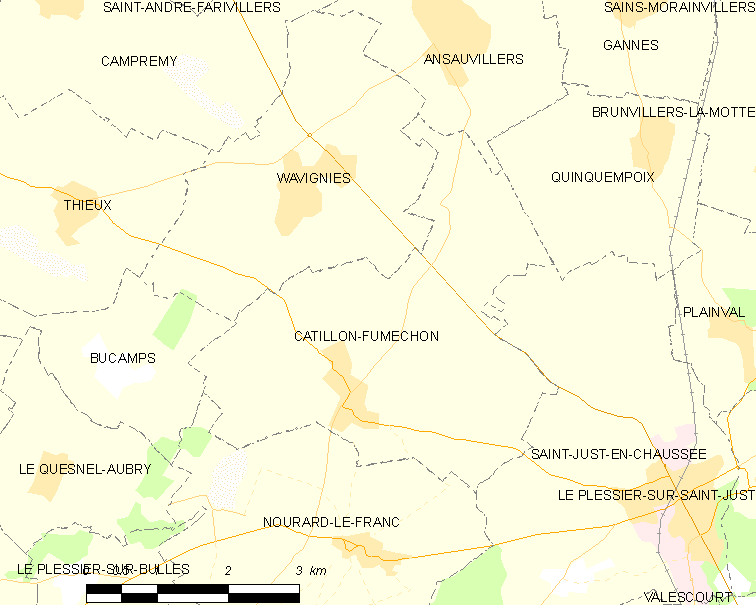
卡蒂永-菲姆雄的OSM定位图

卡蒂永-菲姆雄的时区为UTC+01:00、UTC+02:00（夏令时）。

## 行政
卡蒂永-菲姆雄的邮政编码为60130，INSEE市镇编码为60133。

## 政治
卡蒂永-菲姆雄所属的省级选区为圣瑞斯特昂绍塞县。

## 人口

1962-2008年间卡蒂永-菲姆雄人口变化图示

卡蒂永-菲姆雄于2022年1月1日时的人口数量为540人。